# 5859 Ostozhenka
Az 5859 Ostozhenka (ideiglenes jelöléssel 1979 FD2) a Naprendszer kisbolygóövében található aszteroida. Nyikolaj Sztyepanovics Csernih fedezte fel 1979. március 23-án.